# Veturia
Veturia (fl. VI secolo a.C.) è stata la madre di Gneo Marcio Coriolano, eroe romano della prima repubblica.

## Il racconto
(Eutropio, Breviarium ab Urbe condita, I,15)
La leggenda narra che nel 490 a.C., il figlio, per vendicarsi di essere stato cacciato da Roma per non aver sfamato la plebe durante una carestia, si alleò con i suoi vecchi nemici, i Volsci, e si riversò su Roma con il nuovo esercito.
I tentativi diplomatici romani di fermarlo fallirono, e quando si trovò minacciosamente vicino a Roma, decisero di inviare la madre e la moglie Volumnia, le quali furono le uniche a riuscire a placare l'ira di Coriolano.

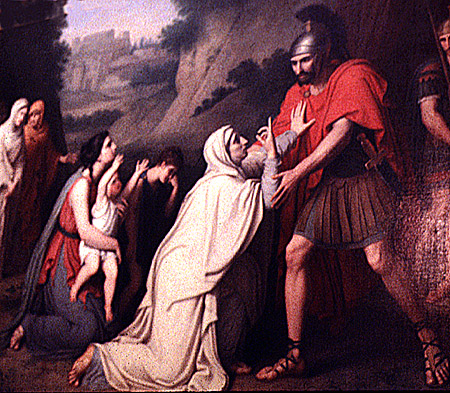
Veturia implora Coriolano in un dipinto di Gaspare Landi a Palazzo Pitti di Firenze.

Plutarco, a differenza di Tito Livio e Dionigi di Alicarnasso, nelle Vite parallele la chiama Volumnia e non Veturia, probabilmente confondendo il suo nome con quello della nuora.